# Вальдемар Гольст
Вальдемар Гольст (нім. Waldemar Holst; 14 вересня 1907, Ганновер — 17 травня 1975, Гамбург) — німецький морський офіцер, корветтен-капітан крігсмаріне (1 жовтня 1941), капітан-цур-зее бундесмаріне. Кавалер Лицарського хреста Залізного хреста.

## Біографія
В 1927 році вступив у ВМФ. З жовтня 1937 по листопад 1939 року командував різними кораблями у складі 1-ї флотилії мінних загороджувачів. З липня 1940 року командував 4-ю флотилією тральщиків. Провів кілька успішних операцій. В липні 1942 року переведений в штаб Командування ВМС «Схід». В 1956-65 роках служив в бундесмаріне.

## Нагороди
- Медаль «За вислугу років у Вермахті» 4-го і 3-го класу (12 років)
- Залізний хрест
  - 2-го класу (10 жовтня 1939)
  - 1-го класу (21 лютого 1940)
- Нагрудний знак мінних тральщиків (5 лютого 1940)
- Німецький хрест в золоті (20 лютого 1941)
- Лицарський хрест Залізного хреста (3 грудня 1942) — за видатні досягнення в командуванні флотилією тральщиків, які включали знищення 2 швидкісних катерів і 10 літаків під час 34 атак противника, порятунок 49 збитих німецьких пілотів з Ла-Маншу і знищення 376 морських мін.